# Даниловский сельский совет (Криворожский район)
Даниловский сельский совет (укр. Данилівська сільська рада) — входит в состав Криворожского района Днепропетровской области Украины.
Административный центр сельского совета находится в селе Даниловка.

## Населённые пункты совета
- с. Даниловка
- с. Зелёный Гай
- с. Зелёный Луг
- с. Кудашевка
- пос. Мусиевка
- с. Новый Мир
- пос. Червоная Поляна